# Bratensauce

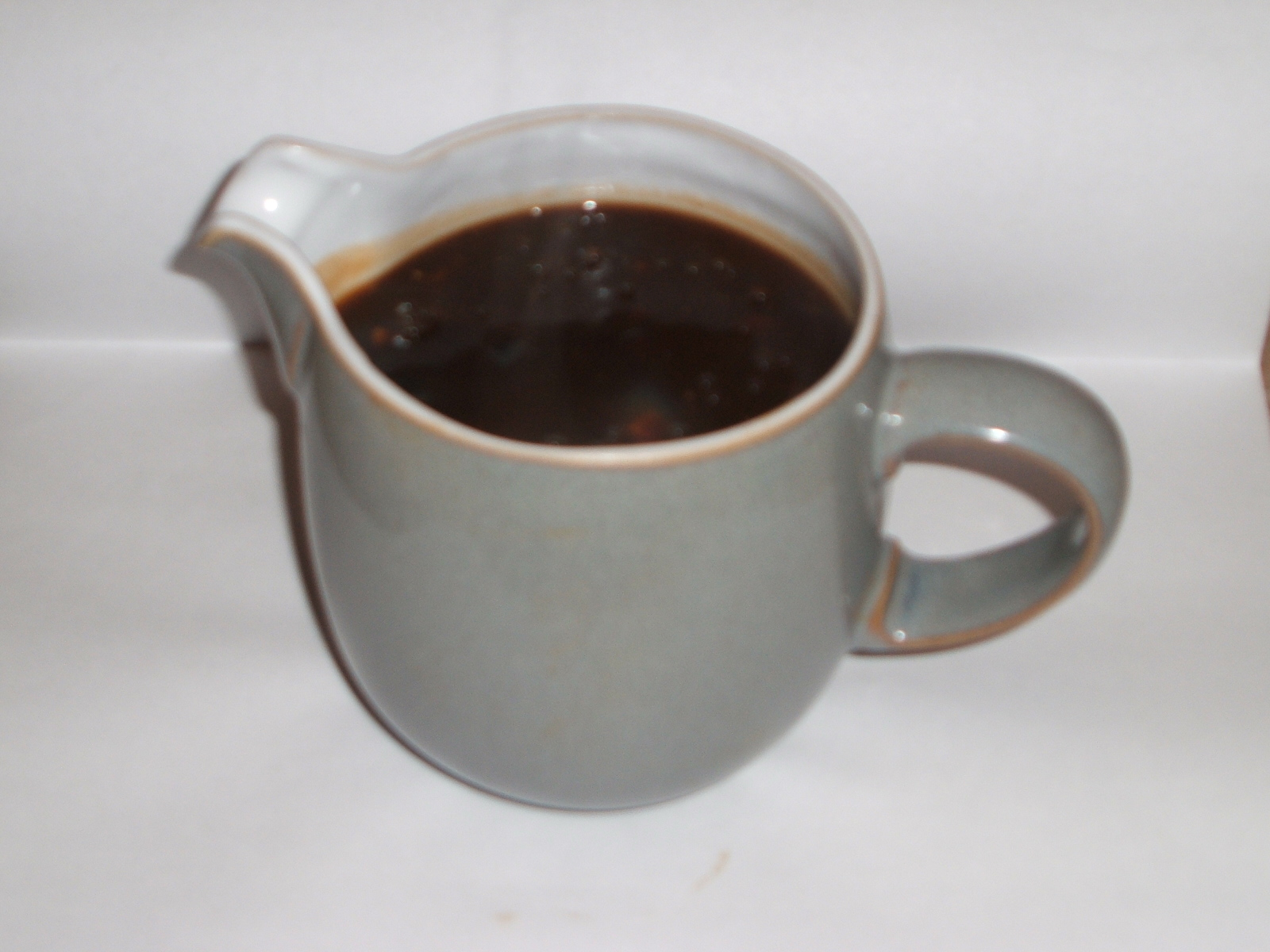
Bratensauce

Als Bratensauce oder Bratensoße bezeichnet man allgemein eine Sauce, die zu gebratenem oder gegrilltem Fleisch (auch Geflügel) serviert wird. Darunter fallen dunkle Fonds (Grandjus) genauso wie Braune Grundsaucen und deren Ableitungen, die oft in einer Sauciere auf den Tisch kommen. Ebenso bezeichnet man auch Jus (brauner Fleischfond). In der deutschen Sprache steht „Bratensauce“ für Saucen aus dem Bratensaft, wobei der Begriff sowohl für Jus als auch der Kochflüssigkeit von geschmorten Fleischgerichten steht.

## Zubereitung aus Bratensatz
In der traditionellen Hauswirtschaft ist die Zubereitung aus dem beim Garen des Fleischs entstehende Bratensatz üblich. Dieser wird durch Zugabe von Flüssigkeiten wie Brühe oder Wein abgelöscht und durch braune Grundsauce oder Kraftsauce ergänzt. Die durch die in den Zutaten enthaltene Gelatine verursachte leichte Bindung kann durch Montieren mit Butter oder Sahne sowie die Zugabe von brauner Mehlschwitze verstärkt werden. Bratensaucen können je nach Geschmack und Verwendungszweck durch Gewürze und Kräuter sowie weitere würzende Zutaten wie Fleischextrakt, Tomatenmark, Gemüse, Pilze, Cognac, Sherry, Madeira usw. ergänzt werden.